# Gottlieb Storz
Gottlieb Storz (* 21. Januar 1852 in Benningen, Württemberg; † 24. Oktober 1939 in Omaha, Nebraska) war ein Pionierunternehmer und Gründer der Storz Brewery (Storz-Brauerei). Er war ein wichtiges Mitglied der deutschen Einwanderergemeinschaft in Omaha und ein bedeutender Geschäftsmann in der Geschichte Omahas. Storz galt als „Gigant der Brauwelt“ („giant in the brewing world“).

## Biografie
Nachdem Storz 1870 aus Deutschland in die USA eingewandert war, zog er 1876 nach Omaha und wurde Vorarbeiter einer 1863 gegründeten Brauerei. Storz erlernte das Brauen in Württemberg und sammelte mehrere Jahre Berufserfahrung in New York und bei der William Lemp Brewing Company in St. Louis. Nach seiner Ankunft in Omaha arbeitete Storz in der Brauerei von Joseph Baumann. 1876 starb Baumann. Storz wurde unter Baumanns Witwe zum Vorarbeiter ernannt und pachtete anschließend die Brauerei von ihr, um sie selbst zu leiten.
1891 gründete Storz die Omaha Brewing Association, deren Präsident er selbst war. Nach dem Kauf des Unternehmens errichtete Storz 1892 eine hochmoderne Anlage in der North 16th Street in North Omaha, an der Kreuzung von Sherman Avenue (North 16th Street) und Clark Street.
Storz besaß auch mehrere Saloons, auch „Tied Houses“ genannt, und betrieb eines neben seiner Fabrik. Auf Druck der Prohibitionsbewegung verabschiedete die Legislative von Nebraska 1907 das Gibson-Gesetz, das Brauereien den Besitz von Saloons verbot. Daraufhin übertrug Storz seine Saloons an die Independent Realty Company. Obwohl dies dem Gesetz zu entsprechen schien, entzog der Oberste Gerichtshof von Nebraska 1914 einem Saloon der Independent Realty Company die Schanklizenz, da das Gelände weiterhin von der Storz-Brauerei kontrolliert wurde. Darüber hinaus stellte er fest, dass die Präsidentin der Firma Storz’ Frau Minnie war; Vizepräsidentin war Maggie Buck, die auch Brauerin bei Storz und Minnies Cousine war. Außerdem hatte der Sekretär/Schatzmeister ebenfalls zuvor für die Brauerei gearbeitet.
Die Brauerei gewann Medaillen bei internationalen Wettbewerben, beispielsweise auf der Trans-Mississippi Exposition in Omaha im Jahr 1898, auf der Lewis and Clark Centennial Exposition in Portland, Oregon im Jahr 1905 und in Paris im Jahr 1912.
Im Jahr 1905 ließ Gottlieb Storz in der Farnam Street ein Herrenhaus errichten, das heute im National Register of Historic Places eingetragen ist.
Das landesweite Alkohol-Verbot wurde 1916 in Nebraska realisiert und das Gesetz trat 1917 in Kraft. Am 16. Januar 1919 ratifizierte Nebraska als 36. Bundesstaat den 18. Verfassungszusatz. Genau ein Jahr später begann die landesweite Prohibition. Als die Einwohner Nebraskas 1934 für die Aufhebung des verfassungsmäßigen Verbots stimmten, war Storz wieder im Geschäft und produzierte schnell bis zu 150.000 Fässer pro Jahr.
Gottlieb Storz starb 1939. Die Brauerei braute bis 1972 Bier.

## Familie
Gottliebs Bruder Charles baute ein ansehnliches Haus, das heute wie das von Gottlieb Storz im National Register of Historic Places eingetragen ist. Sein erster Sohn, Aldoph Gottlieb Storz, wurde 1884 geboren.
Seine Adoptivtochter Louise war bekannt für ihre kurze Ehe im Jahr 1912 mit Carl Hans Lody, der traurige Berühmtheit erlangte, weil er der einzige deutsche Spion war, der in einem der beiden Weltkriege öffentlich wegen Spionage vor Gericht gestellt wurde. Lody wurde im November 1914, nach einer spektakulär kurzen und erfolglosen Karriere als Spion, im Tower of London hingerichtet. Seine Ehe mit Louise scheiterte ebenfalls; nur zwei Monate nach der Hochzeit reichte sie die Scheidung wegen Körperverletzung ein. Lody verließ bald darauf die USA für sechs Monate, kehrte aber nach Rücknahme der Klage in den (glückseligen?) Ehestand zurück. Doch Louise (oder vielleicht war es die ganze Familie) ließ sich nicht auf eine weitere Verbindung mit Lody ein, und nach Wiederaufnahme der Klage wurde im März 1914 schließlich das Scheidungsurteil erlassen.
Sein Söhne Arthur Charles wurden 1890 und Robert Charles 1898 geboren. Todd Storz, der Sohn von Robert Storz, gilt als Vater des Top-40-Radioformats und entwickelte eine Kette äußerst erfolgreicher Radiosender.